# اسواوومیر زاوادا
اسواوومیر زاوادا (لهستانی: Sławomir Zawada؛ زادهٔ ۱۸ مارس ۱۹۶۵) وزنه‌بردار اهل لهستان بود.
وی در مسابقات کشوری و بین‌المللی در مجموع برندهٔ ۱ مدال برنز شده‌است.